# Hyloscirtus phyllognathus
Hyloscirtus phyllognathus är en groddjursart som först beskrevs av Melin 1941.  Hyloscirtus phyllognathus ingår i släktet Hyloscirtus och familjen lövgrodor. IUCN kategoriserar arten globalt som livskraftig. Inga underarter finns listade i Catalogue of Life.